# Komorgrönduva
Komorgrönduva (Treron griveaudi) är en starkt utrotningshotad fågel i familjen duvor inom ordningen duvfåglar.

## Utseende och läten
Komorgrönduvan är en 32 cm lång och satt, grön duva. Den har gråaktig hjässa och hals, grågrön ovansida med en otydlig purpurfärgad fläck på mindre täckarna och ett gräddvitt band på större täckarna. Den har vidare kastanjefärgade undre stjärttäckare och grått längst in på näbben. Liknande madagaskargrönduvan har grön hjässa och hals, breda gräddvita spetsar på undre stjärttäckarna och rött längst in på näbben. Lätet, en serie mjuka, sorgsamma visslingar, är även långsammare och mörkare.

## Utbredning och systematik
Komorgrönduva återfinns på ön Mohéli i ögruppen Komorerna. Den betraktas ibland som underart till madagaskargrönduva (T. australis).

## Status
Komorgrönduvan tros ha en mycket liten världspopulation bestående av färre än 2 500 vuxna individer. Den verkar också minska i antal till följd av tjuvjakt. Internationella naturvårdsunionen IUCN kategoriserar därför arten som starkt hotad.

## Namn
Fågelns vetenskapliga artnamn hedrar Paul Griveaud (1907–1980), en fransk entomolog boende på Madagaskar.